# Intarabus
Intarabus je bil galski bog v panteonu Treverov in nekaterih sosednjih ljudstev. 
Njegovo ime je omenjeno v devetih napisih na  razmeroma strnjenem območju v današnji Belgiji, Luksemburgu, zahodni Nemčiji in vzhodni Franciji. Intarabus je bil morda skrbniško božanstvo ene od treh vasi Treverov. V večini primerov se omenja sam, brez kakršne koli sinteze s kakšnim rimskim božanstvom in brez spremljajočih ženskih božanstev. V enem od napisov je kljub temu imenovan Mars Intarabus, v drugem, odkritem v  Mackwillerju v Alzaciji pa ima  epitet Narius. Na napisu v Ernzenu v Nemčiji je njegovo ime napisano kot [In]tarabus, medtem ko se na drugem iz Foy-Novilla,  zdaj znotraj mesta Bastogne v Belgiji, omenja kot Entarabus v povezavi z demonom Olodagom. Bronasti kipec iz najdišča Foy-Noville ga prikazuje kot golobradega dolgolasega moškega v tuniki, ogrnjeni z volčjo kožo. V dvignjeni desni roki je domnevno držal sulico ali kakšno orodje, medtem ko njegova leva roka, iztegnjena do pasu, zdaj manjka.
Zdi se, da sta bila Intarabusu posvečena gledališče v Echternachu in edikula v Ernzenu. V Dalheimu so našli srebrn prstan z vgraviranim njegovim imenom. 

## Ime
Ime Intarabus je bilo označeno kot "etimološko nejasno". Xavier Delamarre meni, da ime pomeni entar-abus – med rekami.